# Peratocytheridea setipunctata
Peratocytheridea setipunctata är en kräftdjursart som först beskrevs av Brady 1869.  Peratocytheridea setipunctata ingår i släktet Peratocytheridea och familjen Cytherideidae. Inga underarter finns listade i Catalogue of Life.